# フューチャーカード 神バディファイト
『フューチャーカード 神バディファイト』（フューチャーカード シンバディファイト、Future Card Shin Buddyfight、英題：Future Card Buddyfight Ace）は、ブシロードのトレーディングカードゲームを題材としたテレビアニメ、および漫画作品。
『フューチャーカード バディファイト』シリーズの続編にあたる。前作から23年後の世界に舞台を移し、前作の主人公・未門牙王の息子である未門友牙の活躍を描く。
カードゲーム商品は後述のテレビアニメ（以下、テレビシリーズ）終了後も、2020年8月11日発売のスペシャルパック「リバイバルバディーズ」を最後に商品展開を終了するまで継続された。

## あらすじ
「遊びの神」と呼ばれる友チューバ―の未門友牙は、面白い“遊び”を思いついて、それで自身が楽しむのはもちろん、周囲の人々をも楽しませることが大好きな、相棒学園に通う小学6年生。
その“遊び”の様子を、親友の加古川ランマとともに動画サイトに開設したチャンネルで配信し、視聴者を楽しませていた。
そんな友牙は、伝説のバディファイター・未門牙王を父に、バディファイト実況の第一人者にしてバディファイターでもあるパル子を母に持つという、バディファイトの申し子と言っても過言ではない少年なのだが、自身が思いつく“遊び”に夢中で、バディファイトに興味を持ちつつもファイターにはなっていなかった。
ある日の朝、友牙が部屋に飾っている両親の写真が入ったフォトスタンドがなぜか突然落下、それを拾い上げた時に出現した「ガルガンチュア・パニッシャー!!」のカードをランマに見せたことをきっかけに、友牙はバディファイトを始める。
初めて買ったパックで超強力なバディレア「ガルガンチュア・ドラゴン」を引き当て、ファイターとしての初戦でバディポリスの長官・龍炎寺タスク相手に劇的な勝利をおさめた友牙は、その後、ライバルの「勉強の神」星詠スバル、「スポーツの神」陸王マサト、さまざまなファイターたちとの対戦と交流を経て、ファイターとしても人間としても少しずつ成長し、最強の称号が与えられる、「神バディファイター決定戦」に挑む。

## 登場人物

### 主要人物
未門 友牙（みかど ゆうが）
声 - 真野拓実
本作品の主人公。牙王とパル子の息子。相棒学園初等部6年2組に所属し、ランマとはクラスメイト。動画サイト友チューブで動画を投稿する友チューバー。他人を面白がらせることに天才的なひらめきを見せるため「遊びの神」と呼ばれる。
ランマとは相棒学園初等部の入学時からの親友で、共に「RanGaちゃんねる」を運営する。
新しい“遊び”を考えついた時や、問題を解決できそうなアイデアが閃いた時などは「俺、いいこと思いついちゃった」と言う癖がある。
遊びでもバディファイトでも、本気を出す時はヘッドフォン風の耳当てを装着する。
ファイト勝利時の決め台詞は「Winner（ウィナー）、俺ッ!!」である。
ミコとは同じ幼稚園に通っていた幼馴染で、当時は非常に仲がよく、幼稚園の後も公園で一緒に遊ぶほどだったが、卒園後は相棒学園初等部に入学したため関係が切れ、ミコのことも忘れていた。
当時からのミコの口癖「教えて?」を聞き「何か忘れている気がする」とモヤモヤしていたが、かつてミコと遊んでいた公園の横を通りかかった時にミコのことを思い出した。
性格が素直なので、感情が顔に出やすい。特にファイト中に待望のカードを引き当てた時に表情が緩むことが多く、ガルガからは「相手に悟られる」と繰り返し注意されている。
・デッキ：神ドラ
・ルミナイズ口上：神がかってるドラゴン軍団 ここに降臨
ガルガンチュア・ドラゴンをバディとした、ドラゴンワールドのデッキ。
《神竜族》《ドラゴッド》属性のカードがメインで構築されている。『G・EVO』によるガルガのモードチェンジと必殺技「神・ガルガンチュア・パニッシャー!!」のコンボで追撃をし、敵を一掃する。
第1話から使用。
・デッキ：忍ドラ
・ルミナイズ口上：神がかってるドラゴン忍軍 ここに推参
ガルガンチュア・ドラゴンをバディとした、カタナワールドのデッキ。
カタナワールドバージョンの《神竜族》《ドラゴッド》属性のカードに加え、従来の《忍法》を組み合わせて構築されている。ガルガの『G・EVO』で ガルガンチュア・風魔・ドラゴンとなり、「分身」による連続攻撃と、「神・ガルガンチュア・パニッシャー!!（カタナワールド）」により、相手に休む暇を与えない。
第16話から使用。
・デッキ：マジドラ
・ルミナイズ口上：神がかってるドラゴン師団 ここに召喚
ガルガンチュア・ドラゴンをバディとした、マジックワールドのデッキ。
マジックワールドバージョンの《神竜族》《ドラゴッド》属性のカードに加え、新旧の魔法を組み合わせて構築されている。ガルガの『G・EVO』で ガルガンチュア・ブレードメイジとなり、「ブレードメイジ・ブラスター！」によるバーンダメージと、「神・ガルガンチュア・パニッシャー!!（マジックワールド）」により、相手を輝き貫く。
第24話から使用。
・デッキ：シン・神ドラ
・ルミナイズ口上：世界をつなぐ闘いの神 ここに降臨
神・ガルガンチュア・ドラゴンをバディとした、ドラゴンワールドのデッキ。
第35話から使用。
・デッキ：神・騎士ドラ
・ルミナイズ口上：騎士道極めし無双のドラゴン、ここに見参
ガルガンチュア・ナイト・ドラゴンをバディとした、ドラゴンワールドのデッキ。
・デッキ：アルティメット・神ドラ
・ルミナイズ口上：神を極めし無敵のドラゴン ここに降臨
アルティメット・ガルガをバディとした、ドラゴンワールドのデッキ。
ガルガンチュア・ドラゴン
声 - 稲田徹
友牙のバディ。ドラゴンワールド所属。通称「ガルガ」。古より「闘いの神」として崇められてきた偉大なるドラゴン。タスクや牙王が使っていた、ガルガンチュア・パニッシャーは超古代の戦いで悪を封じ込めたガルガのみが持つ必殺技。性格も振る舞いも武人そのもの。弱音や負けを嫌い、つねに強くあるために日々鍛錬に打ち込む。ただし、おいしいものを食べると我を忘れる。
パル子が作る未門家のたこ焼きや、「みこの」のピザが好物。
ランマと友牙が追加パックの“開封動画”を撮ろうとした時、自らパックを抜け出して出現。その巨体と威圧感で友牙やランマ、周囲にいた人々を驚かせた。
初めて友牙を見た時は「ごく普通の少年（というか小童）」という印象を持ち、闘いの神たる自らのバディとしてふさわしいのか懐疑的だったが、初戦（対タスク戦）での友牙の緻密な戦略（初ターンでガルガを出さず温存）、残りライフに大差をつけられても動じない精神力やカードの引きの運のよさなどを見て、友牙のファイターとしての高いセンスを感じ取り、友牙を自らのバディにふさわしい者と認めた。それにより、牙王の絵柄だった「ガルガンチュア・パニッシャー!!」のカードが、友牙の絵柄の「神・ガルガンチュア・パニッシャー!!」に変化、友牙はガルガの必殺技を自らのものとした。
「勝負」や「対戦」と聞くと、黙っていられない。
一人称は「我（われ）」、ファイト中に指示を受けると「心得た!」、友牙やランマなどにからかわれると「黙れ、小童（こわっぱ）!」と、やや古風な口調でしゃべる。
バディコールされた時の口上は「我が剣の前に、敵は無しッ!!」である。
初登場時とファイト中にバディコールされた時などを除き、ふだんはSD化した姿（中型犬のサイズ・見た目）となっている。
キャラクターデザインはイラストレーターの安達洋介と漫画原作者の田村光久によるもの。
星詠 スバル（ほしよみ スバル）
声 - 小林大紀
相棒学園初等部6年1組所属。「勉強の神」という異名を持つクールな少年。全教科で学年トップ、全国テストでも1位の成績。いつも図書館にいて、他人をよせつけない雰囲気をもつ。バディファイトをきっかけに友牙をライバルとして認め、さらにABCカップ準決勝で友牙に敗退した後は友牙の実力をはっきり認め、「終生のライバル」としてスバルから手を差し出して堅い握手を交わした。
当初は友牙のみに興味を持ち友牙のファイトしか観戦していなかったが、ABCカップに参加したことで他のファイターの強さに触発され、友牙以外のファイトも観戦するようになった。
ファイト勝利時の決め台詞は「証明、完了！」である。
RanGaちゃんねるのファンで、チャンネル登録をしているほど。新作動画は配信後すぐに必ず視聴する。
第5話にて、RanGaちゃんねるで配信された「ガルガがたこ焼きを食べる」動画で声を殺し肩を震わせて笑いをこらえ、それを見ていたクロスから「スバルの笑いのツボが、私には今一つ理解できません」とコメントされた。
第15話では、ガル3がとにかくRanGaちゃんねるに新作動画をアップしなくては、と頑張って「スイカ割り」動画をアップしたことに対し「誰だっ!? RanGaちゃんねるに、この上なくつまらない動画をアップしたのはっ!?」と激怒し、普段の冷静なスバルとまったく違う姿でガル3を恐怖に陥れるとともに、ミコ、アマテラス、マサト、メル、エマたちを固まらせた。
乱魔の仲間になった友人セイジに負けた後は、乱魔に近づくためのあらゆる可能性を考えるために、クロスともほとんど口をきかず部屋にこもっていた。その後乱魔に近づき、仲間になるかどうか迷ったふりをして情報集めに専念する。
スバルが眼力で人を寄せ付けない演出は、舞台『恋山彦』で田村正和が相手の太刀を眼力で止めるという殺陣から発想を得ている。
・デッキ：ギャラクシー▽（トライアングル）
・ルミナイズ口上：廻る天球 竜の導き
天占竜 クロス・アストルギアをバディとした、スタードラゴンワールドのデッキ。第3話から使用。
《天球竜》属性で構成されたデッキ。第26話から、クロスの進化した姿、天占貴竜 クロス・ファルネーゼ・アストルギアをバディとし、2種類の『ギャラクシーF』を活かし、勝利への軌跡を導く。
・デッキ：ギャラクシー◇（ダイヤモンド）
・ルミナイズ口上：天を廻る星々よ、彼の探究者に試練を与えよ
王の輝き クロス・ファルネーゼ・アストルギアをバディとした、スタードラゴンワールドのデッキ。小説版『バディファイト外伝』で使用。
天占竜 クロス・アストルギア（てんせんりゅう クロス・アストルギア）
声 - 斉藤壮馬
スバルのバディ。スタードラゴンワールド所属。通称「クロス」。星占いに科学の知識をかけ合わせた「占星科学」を研究し、未来を予見するドラゴン。つねに物事を冷静に見つめる一方、世話好きな面もあり、スバル自身も気づかないような心の動きを言い当てたりもする。
ABCカップ準決勝の対友牙戦の前に「スバルと友牙の対戦結果」を占うが、答えが得られないという未経験の事態に直面し、激しく動揺した。一時期スバルから遠ざけられた際には未門家に居候をした。
第26話にて「天占貴竜 クロス・ファルネーゼ・アストルギア」に進化。味方の配置場所により、攻撃か防御に特化できる新たなる『ギャラクシーF』を持つ。
バディコールされる時の口上は「星の言葉を読み、スバルに勝利をもたらしましょう」（天占竜 クロス・アストルギア）、「貴き我が姿を見よ！」（天占貴竜 クロス・ファルネーゼ・アストルギア）。
陸王 マサト（りくおう マサト）
声 - 森嶋秀太
転入生で、相棒学園初等部6年3組所属。「スポーツの神」と呼ばれ、あらゆるスポーツに才能を発揮する。友情にあつい性格で正義感が強く、困っている人や間違ったことを見過ごせない。バディファイターとしても強豪で、カードファイトにも鍛錬を欠かさない。「よっシェア!!」が口癖で、ファイト勝利時の決め台詞にも使う。相棒学園の様々な運動部の特別コーチを行っている。
・デッキ：スパイラル絆竜団（ばんりゅうだん）
・ルミナイズ口上：繋いだ螺旋はキズナの鎖
雷斧 アギトをバディとした、エンシェントワールドのデッキ。第4話から使用。
第27話から、アギトの進化した姿・轟々雷斧 アギトをバディとしている。
《絆竜団》特有の能力『D・シェア』を活用し、複数の能力を組み合わせた'キズナ'の力で勝利への道を切り拓く。
「絆竜団団歌」があり、ファイトが終わると勝敗に関係なく、マサトとデッキのモンスターたちで肩を組んで斉唱する。
・デッキ：ライトニング絆竜団（ばんりゅうだん）
・ルミナイズ口上：キズナの力は雷鳴のごとく！
雷鳴と雷光 アギトをバディとした、エンシェントワールドのデッキ。小説版『バディファイト外伝』で使用。
雷斧 アギト（らいぶ アギト）
声 - 最上嗣生
マサトのバディ。エンシェントワールド所属。通称「アギト」。マサトとともに歩む《絆竜団》の団長。熱血で、団員と一緒にいつもマサトを猛烈に応援している。
第27話にて、自身と《絆竜団》たちの「マサトのために強くなりたい」という気持ちにより「轟々雷斧 アギト（ヘヴィーライブ アギト）」に進化。
それに伴い、『スパイラルD・シェア』を持つ螺旋雷斧（スパイラルライブ） キングアギトも、轟々螺旋雷斧（ヘヴィースパイラルライブ） キングアギトとなり、ソウルの枚数に応じて攻撃力が上昇する。
「自分は今、猛烈に（強烈に / とてつもなく）〜」が口癖で、バディコールされた時の口上にも使う。
加古川 ランマ（かこがわ ランマ）
声 - 真堂圭
相棒学園初等部6年2組の所属で、友牙のクラスメイト。友牙の親友であり、共に友チューブの「RanGaちゃんねる」を運営する友チューバー。「遊びの神」未門友牙と日常の“面白いこと”を配信している。撮影機材の扱いや動画の編集にも優れた腕をもち、バディファイトにも詳しくファイターとしてもかなりの強者。両親が留守がちのため食事は未門家でとることが多い。口癖は「〜ぜィ」。
ファイター歴は友牙より古く、以前から友牙をバディファイトに誘っていたが、友牙から「ガルガンチュア・パニッシャー!!」のカードを見せられた時、改めて友牙にバディファイトを始めるよう強く誘い、友牙をファイター仲間とすることに成功する。
友牙がファイターとしてデビューする際にデッキの組み方などを教えたが、友牙がスタートデッキと同時に買った1つだけの追加パックでいきなりバディレアのガルガを引き当てた時には、涙を浮かべて大いに悔しがった。
毎度のようにカードを買っているがバディレアを引き当てられず、バディがいないことで劣等感を抱いていた。
さらに、初めてのファイトでベテランファイターでもあるバディポリス長官・龍炎寺タスクに辛くも勝利した友牙に驚愕させられた。
友牙とは相棒学園初等部からの親友だが、ミコが友牙と幼稚園時代からの幼馴染と知って、共感を覚えつつも劣等感を強めている。
バディがいるファイターたちと同席するのが苦痛になりつつあり、ABCカップ1回戦終了後のパーティーは「両親が帰っていて夕食に行く」と嘘をついて欠席している。
ABCカップ決勝戦を最後に相棒学園から去り、それとともに愛用の撮影機材を手放し、RanGaちゃんねるも放棄している。
・デッキ：紅蓮エクスプロージョン
・ルミナイズ口上：紅蓮の拳で貫くぜ
バディなしのドラゴンワールドのデッキ。前作の『フューチャーカード バディファイト100』から登場した『紅蓮』名称カード、相手の行動を封じる『対抗』魔法を中心に構築されている。
第2話から使用。
乱魔（らんま）
声 - 真堂圭
凶乱魔竜 ヴァニティ・骸・デストロイヤーによって、新たな名（凶“乱魔”竜）と「ロストワールド」の力を与えられたランマ。ワールドの異なる2つのデッキを持ち、ファイト中にデッキを変更できる前代未聞の新戦術『デッキチェンジ』で相手を圧倒する。
セイジを仲間に引き入れた後、友チューブに「乱魔チャンネル」を開設し、神バディファイター決定戦への参加宣言とともに仲間集めを開始する。二次予選サバイバルファイトを1位で通過した。
・デッキ：ディメンジョンゲート
・ルミナイズ口上：喪われし次元の扉を開け
ドラゴンワールドのデッキ。バディはいない。
《次元竜》属性のモンスター・『D』名称魔法カードを中心にデッキが構築されており、デッキに2枚までしか入れられない「ロストワールド」を手札に加えることに特化している。また、「紅蓮エクスプロージョン」で使用していた『対抗』魔法も組み込んでいる。
第13話から使用。
・デッキ：ロスト・ヴァニティ・ディメンジョン
・デッキチェンジ口上：虚無次元の扉が開き 凶乱魔竜が咆哮する
凶乱魔竜 ヴァニティ・骸・デストロイヤーをバディとした、ロストワールドのデッキ。
従来のバディファイトでは考えられないほど、非常に強力なステータスを持つロストカードの《ロストベイダー》・《次元竜》属性のモンスター・『ディメンジョン』名称魔法カードを中心に30枚ちょうどのロストデッキで構築されている。カード1枚1枚が相手を虚無へと帰す力を持つ。
第13話から使用。
凶乱魔竜 ヴァニティ・骸・デストロイヤー（きょうらんまりゅう ヴァニティ・がい・デストロイヤー）
声 - 安元洋貴
乱魔のバディ。ロストワールド所属。
初めてデッキを組むことになった友牙に付き合ってランマが買ったパックの中に入っていた。その正体は、はるか昔に他の世界（ワールド）を侵略する脅威として、ガルガたち神々によって封じられた「ロストワールド」の最凶モンスター。友牙がいきなりバディレアのガルガを引き当てたショックに加え、「自分が買ったパックからバディレアが出なかったら心が折れてしまう」と思ったランマはそのパックを開封しないまま引き出しにしまい込んでいたが、それでもランマに悪夢を見せるなどの影響を及ぼし、当初はかすかな綻び程度だったランマの心の闇を急速に深めていた。
友牙がABCカップで優勝を決めた後、ランマの悲しげな様子を見て姿を現し、言葉巧みに誘導してバディとなることに成功する。デストロイヤーはみずからの細胞を埋めこむことで、モンスターをロスト化して新たな配下とする。そのエネルギー源は怒りや憎しみ、支配し服従させようとするマイナスのパワーである。
ファイトでは如何なるカードをもドロップゾーンに送る“次元の扉・序”で相手を無力化していく。
必殺技は「ヴァニティ・零・ブレイザー!!」。一撃で相手に10ダメージを与えるパワーを持つ。
第32話で「凶乱魔神竜 ヴァニティ・刻・デストロイヤー」、第40話で「凶乱魔骸神竜 ヴァニティ・終・デストロイヤー」に進化する。

### 主要人物の関係者
未門 晴（みかど はる）
声 - 西本りみ
相棒学園初等部3年。友牙の弟で、お兄ちゃん（友牙）とRanGaちゃんねるが大好きな男の子。しっかり者で、はっきりものを言う性格。年上が相手でもすぐに打ち解けて話せる。
未門 パル子（みかど パルこ）
声 - 徳井青空
友牙と晴の母親で牙王の妻。いまは父親（牙王）不在の家庭を明るく支える。持ち前の明るい性格と気前の良さで、家で一人になりがちだったランマや、ドラゴンワールドからやってきたガルガを温かく招き入れ、世話を見ている。
奈々菜 イオン（ななな イオン）
声 - 尾崎由香
相棒学園中等部1年生で、放送部員。友牙のいとこ。バディファイトある所、どこからともなく現れる女の子。自称「バディファイト界に燦然と輝くサンシャイン」。バディファイトの実況に命をかけていて、いつも乗り込んでいるUFOはバディのタコ吉そのもの（本体）。「ななな何と!!」が口癖。
火星人UFO タコ吉（かせいじんユーフォー タコきち）
声 - 橘田いずみ
イオンのバディ。ヒーローワールド所属。バディファイトある所、イオンを乗せてどこからともなくワープして現れる実況大好きモンスター。おしゃべりでテンションはいつも高め。
神子野 ミコ（みこの ミコ）
声 - 伊藤彩沙
ピザが美味しい喫茶店「みこの」の看板娘。友牙とは同じ幼稚園に通った幼馴染で、互いに「みーちゃん」「ゆーくん」と呼び合う仲だった。
初めてRanGaちゃんねるを見た時に出演しているのが友牙だと気づき、それ以来RanGaちゃんねるの大ファンになっている。
その後、偶然にも「みこの」に来店した友牙と再会するが、幼馴染ということは友牙自身が思い出すまで黙っていて、実際に友牙が思い出した時は大喜びした。
友牙がミコのことを思い出した直後は、友牙を「ゆーくん」と呼んだが、その後は「友牙くん」と呼ぶようになっている。
自分の名前の「ミコ」に似ているということで、ネコが大好き。これを聞いたアマテラスは、SD化した姿をネコに似たものとした。
ランマが去った後の相棒学園に転入して6年2組の所属となり、友牙のクラスメイトとなった。転入時の挨拶でバディファイターであることを明かし、学園初等部にファイト祭を起こした。
晴からは「ミコ姉ちゃん」と呼ばれる。
・デッキ：天御光（アメノミヒカリ）
・ルミナイズ口上：祓え給え 清め給え 守り給え
光の電神 アマテラスをバディとした、カタナワールドのデッキ。
《電神》属性のモンスターがミコにアイテムのように憑依し力となる。なお、憑依中は口調が憑依したモンスターのものとなるが、声はミコのままである。アマテラスが憑依した状態は字幕で「アマミコ」と表記されている。
第8話から使用。
光の電神 アマテラス（ひかりのでんしん アマテラス）
声 - 愛美
ミコのバディ。カタナワールド所属。いじけやすい性格で、何か悔しいことがあるとSD（ネコ）化して引きこもる癖がある。重ね言葉を多用する。SD状態は字幕で「アマネコ」と表記されている。
ダ★ダーンに捕まり無理やり動画に出演させられそうになったミコの助けを求める声に応え、ミコが買った追加パックから自ら出現しミコに憑依してダ★ダーンを撃退した。
多くのバディモンスターが「バディコール」により場に出て戦うのとは違い、ファイターのミコに“バディ憑依”することで、ミコと自身のステータスを合算して戦うことができる。なお、この“バディ憑依”は、自身のターンのみならず、相手のターン中にも行うことが可能。
ミコから「小さい時からお姉ちゃんがほしかった」と聞き、ミコの「お姉ちゃん」の立場になることと、ミコから「お姉ちゃん」と呼ばれることを認め、姉妹のような関係になる。
初ファイトの友牙戦で敗退した時は自ら出現させたキャリー型のケージにネコの姿で入って出て来なくなり、友牙のアイデアでABCカップ1回戦終了後、「みこの」でパーティーが開催された時、その楽しく賑やかな雰囲気に混ざりたくなって出てくるという、日本神話の天照大神を思わせる反応を見せた。
その後はミコがデザインした制服を着て「みこの」で店員として働いている。主な仕事は皿洗いだが、持ち前のドジっ娘ぶりは健在で、頻繁に食器を割ってはいじけて引きこもっている。

### ABCカップ編
鬼塚 バンジョウ（おにづか バンジョウ）
声 - 利根健太朗
相棒学園中等部3年生。「相棒学園最強の男」を自称し、喧嘩でもバディファイトでも世界最強を目指す。学園内では札付きのワルとして恐れられているがファイトへの取り組み方は真剣そのもので、バディとの仲も良好。ABCカップ本選第一試合でマサトとアツいファイトを繰り広げた後は、性格も行いも以前ほど「暴れん坊」ではなくなっている。
カードのチャージやドローの際、「最強チャージ」や「最強ドロー」と、いちいち「最強」をつける癖がある。ガンを飛ばしている爺さんデザインがウリというファッションブランド「ガン爺」を好んでいる。
色恋とは無縁の硬派と思われていたが、「みこの」で開催されたABCカップ1回戦終了後のパーティーの際にメルを見つめて頬を赤らめ「かわいい」と発言し、マサトを驚愕させた。
・デッキ：絶拳最強伝説
・ルミナイズ口上：この拳で世界を獲る
絶拳独尊 ドガゼウスをバディとした、デンジャーワールドのデッキ。
相手のゲージやライフを強引に奪い、勝手に使う《ゴッドヤンキー》属性のカードで構成されている。
第5話から使用。
絶拳独尊 ドガゼウス（ぜっけんどくそん ドガゼウス）
声 - 大畑伸太郎
バンジョウのバディ。デンジャーワールド所属の《ゴッドヤンキー》モンスター。ファイトでは「強奪」を使う。バンジョウを「兄弟」と呼び、友達（ダチ）のように親しく付き合い励ましながら共にバディファイトで「最強」を目指している。
夢語 メル（ゆめがたり メル）
声 - 早見沙織
相棒学園初等部5年生。夢見がちで、童話の世界に生きているような少女。いつも大きなフワフワの帽子を着けているが、これは甘い綿菓子になっていて食べられる。スバルの熱烈なファンであり素敵な王子様として憧れている。良いことも悪いことも現実で大きなショックを受けると気を失う。
言葉の末尾に「〜（です / ます）の」とつける癖がある。
ABCカップ本選第三試合にて、スバルと対戦するが敗退。しかし、ファイト終了後に友牙がはからずも間を取り持つ形で帽子の綿菓子をスバルに食べてもらい、スバルから近寄られて（この時、目に見えない“壁”が粉砕され消滅）握手を求められた。しかし、その展開の早さに頭がついて行けず失神した。
“壁”が消えた後はスバルとの距離が少し縮まり、ABCカップ1回戦終了後のパーティーではスバルと相席となり会話を交わした。
・デッキ：アインス・フォン・メルヘン
・ルミナイズ口上：むかしむか〜し あるところに こんなお話がありました
赤ずきん エマをバディとした、ダンジョンワールドのデッキ。
ソウルから最大3体のモンスターをコールする「幻想童話 エヒトビブリオ」の能力「メルヘンパニック」を使い、今までのダンジョンワールドとは違った波状攻撃を仕掛ける。
第7話から使用。
赤ずきん エマ（あかずきん エマ） / 幻想竜 レッドケープ・ドラゴン（げんそうりゅう レッドケープ・ドラゴン）
声 - 山田奈都美
メルのバディ。童話の世界ならぬダンジョンワールドからやってきた赤ずきんの姿のモンスター。夢見がちなメルの想像をさらに膨らませ一緒にその世界を楽しんでいる、良い友達のような関係。変身すると巨大な赤いドラゴン「幻想竜 レッドケープ・ドラゴン」になる。なおドラゴンになってもエマの声は変わらない。「場のアイテムのソウルが3枚以上なら攻撃力＋4000、打撃力＋4」という、フリフリつきのファンシーな外見からは想像しにくい、実は強力なモンスターである。
気絶したメルを抱えて全速力で家に連れ帰り、ベッドに寝かせてメルの意識が戻るまで待つのが毎度のことになっているが、エマ自身はメルを大切なバディと思っているので、まったく気にしていない。
小説版『バディファイト外伝』では「ムーンライトフルール エマ」に進化している。
世界 マモル（せかい マモル）
声 - 花江夏樹
相棒学園中等部。悪と戦い、平和を愛する正義の人。巨大ヒーロー「銀河超人コスモマン」に変身し、違法モンスターから人々を守ることを任務にしている。
コスモマンのカードを右手に持ち、高く掲げて「変身！」と叫ぶことで、自らコスモマンに変身する。
変身ヒーローの“お約束”として正体を秘密にしていたが、ABCカップ準決勝の対マサト戦で、事前にマサトと交わした「全力を尽くす」との約束に従い、衆人環視の中コスモマンに変身し、その正体を公のものとした。
頭の周囲に土星のリングのような物体があるが、これは「違法モンスター検知器」で、違法モンスターが出現するとアラーム音とともに点滅し、マモルに知らせる。
性格は真面目そのものだが、感謝やお近づきの印として自作の「コスモマングッズ」を配るという癖がある。
ABCカップでは、1回戦でライト、準決勝でマサトと対戦。
・デッキ：コスモ・ジャスティス
・ルミナイズ口上：熱き正義の魂で みんなの笑顔を守ってみせる
銀河超人 コスモマンをバディとした、ヒーローワールドのデッキ。
《銀河超人》/《銀河防衛隊》属性を中心に編成されている。マモルがコスモマンに『変身』し『変身』が解ける前に猛攻を仕掛ける。また、コスモマンのソウルが1枚以下の時に使える「アスティウム光子熱線！」は回避・復活不能の必殺技である。
第9話から使用。
銀河超人 コスモマン（ぎんがちょうじん コスモマン）
声 - 金光宣明
マモルのバディ。ヒーローワールド所属、《銀河超人》《銀河防衛隊》属性。違法モンスターから地球の平和を守る、熱き魂を宿す正義のヒーロー。そのエネルギーは地球上で急激に失われるため、額のコスモタイマーが消えるまでに決着をつけなければならない。
ファイトでは、マモルの変身と同時にカード3枚をソウルに取り込み、その残り枚数に応じて打撃力と防御力が上がる。自身のターン終了時にソウルが1枚削られ、ソウルがゼロになった状態でマモルのターンが終わると変身が解除される。
黒渦 ライト（くろうず ライト）
声 - 蒼井翔太
相棒学園初等部5年生。名前どおり「ライト（かるい）」ノリのバディファイター。ダークネスドラゴンワールド使い。ABCカップは1回戦でマモルに敗退している。
対戦相手のことをいろいろ調べる癖があり、コスモマンがマモルのバディになった経緯や、コスモマンの正体がマモルであることも知っていた。
友牙の父・牙王の友であり、ライバルでもあった黒渦ガイトの息子。父親に対して苦手意識を持っており、友牙とファイトするまでは父親の口癖である「運命」という言葉を嫌っていた。
実はバディポリスの隊員であり、タスク長官から直々にロストワールド関連の捜査を命じられ、乱魔の仲間になったふりをして内部からその動向を探っている。
「神バディファイター決定戦」に関しては、乱魔がおびき出されることに加え、友牙が参戦することを確信し「面白いことになりそう」と思っている。
・デッキ：カースドナイツ
・ルミナイズ口上：勝利を告げる黒き呪縛
黒竜騎士 ゲイルをバディとした、ダークネスドラゴンワールドのデッキ。
第33話から使用。
黒竜騎士 ゲイル（こくりゅうきし ゲイル）
声 - 黒田崇矢
ライトのバディ。ダークネスドラゴンワールド所属。その正体は黒葬の執行竜 アビゲールの項を参照。

### 神バディファイター決定戦編
加持 カネサダ（かじ カネサダ）
声 - 前田誠二
相棒学園初等部6年生。代々続く刀鍛冶の息子で、生真面目な性格。侍の道を究めるため日々鍛錬に励んでいる。また、カタナワールドの素晴らしさを広めるためバディファイトに情熱を燃やしている。刀について語り出すと止まらない。
・デッキ：鋼の剣客
・ルミナイズ口上：一撃入魂 抜けば玉散る黒金の刃
鋼殻剣士 KUROGANEをバディとした、カタナワールドのデッキ。
《絶刀》《剣客》属性でデッキを構築し、「鋼殻剣士 KUROGANE」や必殺技「居合の極致“神速”」を始め、カウンターを得意とする。そのためには、装備している「絶刀 神切 KANESADA」が常時スタンドしている必要があり、センターが空き続けるので、まさに諸刃の剣である。
第16話から使用。
鋼殻剣士 KUROGANE（こうかくけんし クロガネ）
声 - 松本保典
カネサダのバディ。カタナワールド所属。
カタナワールドの機械武者型モンスター「サイバーサムライ」。刀鍛冶の相棒でもあり、カネサダのことは「殿」と呼ぶ。真面目な性格で、主君カネサダの暴走をよく抑えている。
騎道 セイジ（きどう セイジ）
声 - 米内佑希
AIを圧倒するほどの技量を誇る、チェスの小学生チャンピオン。12歳。スバルとは互いに勉学で競い合う友であり、ライバル同士でもある。自分が全てにおいて一番でないと気が済まない性格であり、スバルのことを友人として大切に思いつつも自分より能力の高い彼に対抗心を燃やしている。
・デッキ：ロストナイト・コントロール
・ルミナイズ口上：さあ ゲームを始めよう
ロストナイト：ネロウ・ランスをバディとした、スタードラゴンワールドのデッキ。
《ドラグメタル》属性でデッキを構築、「ロストナイト：ネロウ・ランス」を始め、相手のレフトかライトを“制圧”、そこを「制圧エリア」とし、相手のコール妨害や自身の効果発動を行い、相手を蹂躙していく。
第17話から使用。
ロストナイト：ネロウ・ランス
声 - 岡野友佑
セイジのバディ。スタードラゴンワールド所属。
セイジがもともと持っていた「ナイト：アルジェント・ランス」がロストライズされた姿。白銀だった全身の色が黒に変わっている。ターン終了時、制圧エリアに居るなら、相手にダメージ2。
第38話でロストライズカードによって「ロストナイト：ネロウ・シルトランス」に進化する。
麗しの電神 アメノワカヒコ（うるわしのでんしん アメノワカヒコ）
声 - 駒田航
ミコのデッキにいるモンスター。カタナワールド所属。アマテラスを差し置いてミコのバディの座を狙っている。アメノワカヒコがミコに憑依した状態は字幕で「ワカミコ」と表記されている。
帯刀 サヤカ（たてわき サヤカ）
声 - 大橋彩香
相棒学園初等部4年。カズマの妹。剣道部部員であり、剣道が大好きな女の子。強い気合をあびると乱心し暴走する癖があったが、ガルガの指導で克服している。
帯刀 カズマ（たてわき カズマ）
声 - 河西健吾
サヤカの兄。マサトとカネサダのファイトを見て、バディファイトに夢中になる。
響ヵ瀬 音々（ひびかせ ねおん）
声 - 藤原夏海
音乃森小学校6年。12歳。ヴィジュアル系バンドのリーダーを務めるギタリスト兼バディファイターなのだが、肝心のギターが下手なためバンドの人気はいまいち。また、ギター以上に国語が苦手で難しい言い回しをしようとしても言葉が出てこないことが多々ある。
・デッキ：マジックバンド 深紅ノ薔薇（スカーレット・ローズ）
・ルミナイズ口上：我らの音色に跪くがいい
マジックシンガー シンクをバディとした、マジックワールドのデッキ。
《魔導騎士》属性モンスター・《火》属性魔法のカードを中心にデッキを構築。アタックフェイズ開始時までに、多くの《火》属性魔法を使い、シンクの効果を発動、全《魔導騎士》属性のステータスを引き上げる。
第24話から使用。
マジックシンガー シンク
声 - 浅利遼太
音々のバディ。マジックワールド所属。
モンスターバンド「深紅ノ薔薇（スカーレット・ローズ）」のヴォーカリスト。国語が苦手な音々のセリフにいつも冷静なフォローを入れる。
《火》属性魔法を使う度に、そのターン中、全《魔導騎士》の攻撃力・防御力を3000上昇。さらに、アタックフェイズ開始時に攻撃力が12000以上なら、場の《魔導騎士》全てに『2回攻撃』を与える。
蔵屋敷 大志郎（くらやしき だいじろう）
声 - 遠藤大智
蔵屋敷財閥の御曹司で大金持ち。13歳。徹底的に強さを求め弱者を切り捨てる思想の持ち主で、ロストワールドの強さに惚れ込み乱魔と「Win-Win」な関係になる。相棒学園に転校する前のマサトとは仲の良い友人同士だったが、現在は考え方の違いもあり疎遠になっている。
・デッキ：最強の帝王
・ルミナイズ口上：弱者はいらぬ 必要なのは最強にして絶対の王者のみ
王覇 ゼルベリオスをバディとした、エンシェントワールドのデッキ。
《最強竜》属性を中心にデッキを構成。サイズ上限を6まで引き上げる「覇竜紋章（オーバー・クレスト）」を『設置』、バディの「王覇 ゼルベリオス」がターンを重ねるごとサイズ4「制覇 ゼルベリオス・オーグ」→ サイズ5「凱覇 ゼルベリオス・ジーク」に進化していく。
第25話から使用。
王覇 ゼルベリオス（おうは ゼルベリオス）
大志郎のバディ。エンシェントワールド所属。乱魔から与えられたロストモンスター。場にゼルベリオスしかいないときに発揮される“一騎当千”の能力をもち、ターンを重ねるごとに サイズ6にして「王覇 ゼルベリオス」の真の姿「帝覇 ゼルベリオス・ロスト」へ進化していく。
花園 エデン（はなぞの エデン）
声 - 井上麻里奈
仮面のバディファイター。聖オーダー学園中等部3年生。学園では生徒会長を務めており、教師以上の権力を持っている。過去の辛い出来事が原因で、過剰なまでに秩序と正義を重んじる性格になった。デストロイヤーに目を付けられるほどの深い闇を心に抱えている。漫画版では「仮面の天使」の異名を持つ。
・デッキ：エリュシオン・オーダー
・ルミナイズ口上：おいでなさい 秩序を守りし理想郷の守護者たち
大天使竜 ガヴリールをバディとした、レジェンドワールドのデッキ。
《天兵団》《天使竜》属性を軸にデッキを構成。相手のターン中に現れるモンスター、自分へのダメージをコストにする魔法を駆使し相手ターン中のカウンターを得意とする。
第31話から使用。
大天使竜 ガヴリール（だいてんしりゅう ガヴリール）
声 - 遠藤綾
エデンのバディ。レジェンドワールド所属。さまざまなワールドに棲む神々の言葉を伝えることを使命としている。仮面をかぶるようになってからはエデンが心を許す唯一の存在となっている。
ファイトでは、相手アタックフェイズ中にコールできる【対抗】能力“光臨”を使い突如として場に現れることが可能。
そして、もう一つの能力“ジャッジメント”は相手ファイナルフェイズ開始時、そのターン中、自身が受けたダメージが4以上なら自身のライフを4回復し、相手にダメージ4を与える。
伊武 マリア（いぶ マリア）
声 - 大塚紗英
エデンの親友だった聖オーダー学園の生徒。万引きするところをエデンに見られ、担任に報告された後に転校することになる。クラスの人気者だったため、転校の原因になったエデンは他の生徒たちから激しく責められた。
名前の由来はエデンの花園を追放された「アダムとイブ」の「イブ」と、マリア様から。
怨巳矢 レイ（うらみし レイ）
声 - 羽多野渉
祟小学校6年生。予選から正体を見せずに勝ち上がってきた謎のバディファイター。「他人が不幸であるほど自分は幸せになれる」という考えの持ち主で、自分より不幸な人間を増やすことに執念を見せる。
・デッキ：アンハッピー・リチュアル
・ルミナイズ口上：あぁ……君の不幸が、ボクを幸せにしてくれる……！
デスレイダー・オーヴェンをバディとした、ダークネスドラゴンワールドのデッキ。
第36話から使用。
デスレイダー・オーヴェン
声 - 山路和弘
レイのバディ。ダークネスドラゴンワールド所属。不幸な人間を増やそうとするレイの手助けをしている。冷気を操ることができる。

### その他の人物
ダ★ダーン / 山田 ダン（やまだ ダン）
声 - 三浦祥朗
悪の友チューバー。「ダダーン」「〜だよーん」が口癖。他人のなりすまし、放送乗っ取りや妨害、他者に対する自チャンネル出演強要、悪口や良くない評判を広めるなどネットのマナーやルールを平気破るほど素行が悪い上に自信過剰な性格。また、「山田ダン」という本名を忌み嫌っている。漫画版では友牙の隣のクラス。
「ダ★ダーンちゃんねる」を運営しているが、前述の素行の悪さのせいで削除依頼が後を絶たない。人気の高い「RanGaちゃんねる」を名を聞いただけで激怒するほど敵視していて、同チャンネルおよび友牙を潰そうと目論んでいるがいつも失敗している。また、ミコに出会ってからは自チャンネルに出演させようと企んでいるがこちらも未然に防がれている。漫画版では登録者数1000人。
神バディファイター決定戦二次予選の中間ランキングでは友牙と同率8位だったが、友牙には勝てないと踏み、楽して強くなるために乱魔の仲間になるも「ガルガンチュア・ドラゴン モード・ガトリング」の前に完敗、失格となった。
・デッキ：竜血の悪夢（ブラッディ・ナイトメア）
・ルミナイズ口上：竜血師団 ダダーンっと登場！
†竜血眼† ブラッディ・アイズをバディとした、ドラゴンワールドのデッキ。
《竜血師団》属性中心で構築され、対友牙用に特化しつつデッキが組み上げられている。
第18話から使用。
†竜血眼† ブラッディ・アイズ
声 - 坂井易直
ダ★ダーンのバディ。ドラゴンワールド所属。
「血の刻印に導かれ闇の組織と闘う、闇の定めを負っている」という脳内設定にひたっているモンスター。「†竜血眼†」はソウルネームなので読んではいけないらしい。相手モンスターの1枚の能力を全て無効化したうえで自身に強制攻撃させ、『反撃』できる。
第28話でロストライズカードによって「†骸血眼† デッドリー・アイズ」に進化したが、その直前ロストライズカードを拒絶するような言動を見せていた。
バディコールされる時の口上は「今こそ血の盟約に従い、呪われし我が力を振るおう」（†竜血眼† ブラッディ・アイズ）、「紅き眼が喪失の印」（†骸血眼† デッドリー・アイズ）。
龍炎寺 タスク（りゅうえんじ タスク）
声 - 斉藤壮馬
バディポリス長官を務める凄腕のバディファイター。少年時代からすでに世界的なバディファイターだった。組織のトップでありながら、誰にでも親切で優しく接するため“長官”と呼ばれ親しまれている。バディのジャックとは互いを家族と認め合う仲であり、常に行動を共にしている。
友牙の父・牙王とは少年時代からファイター仲間で「よきライバル」として互いに切磋琢磨し、赤子の頃の友牙とも会ったことがある。
ガルガの出現を知って「パニッシャーの新たな継承者を、この目で見極める」ため、バディファイト未経験の友牙に対戦を挑む。開始直後はゲームの基本を教えながらファイトを進めていたが、アイテム装備や防御魔法などを次々と会得してはすぐに使用する友牙に、次第に本気となり残りライフ1まで追い込む。しかし、ガルガの猛攻と「神・ガルガンチュア・パニッシャー!!」を受けて大逆転され敗退。友牙のファイターとしての優れた素質を認め、その成長を見守ることにする。
20年の歳月をかけて様々なワールドを巡り、歴史から消されたロストワールドの情報を集めてきた。そしてロストワールドの出現に危機感を持ち、部下のライトに調査を命じていた。
乱魔となったランマが姿を消した後、乱魔とロストワールドのモンスターをおびき出すべく「神バディファイター決定戦」を企画、実行する。
・デッキ：フューチャードラグナー
・ルミナイズ口上：集え 銀河を翔ける 未来の竜
超星竜 ジャックナイフをバディとした、スタードラゴンワールドのデッキ。
『星合体』と「黄金星竜 ジャックナイフ（ゴールデンドラグナー ジャックナイフ）」の破壊・ライフ回復・チャージを両立した力を手に、未来を切り拓いていく。
第1話から使用。
・デッキ：ヒーローズドラグナー
・ルミナイズ口上：光り輝け！世界を守る黄金の竜！
“BPエージェント” 黄金星竜ジャックナイフをバディとした、「“BPエージェント”」と名に付くカードが組み込まれたスタードラゴンワールドのデッキ。
スタードラゴンワールドのデッキでありながら、「BPエージェント用双星銃“スター＆ブレイブ”」によってヒーローワールドの力も得て、勝利の未来を目指す。
小説版のガイトとのファイトで使用。
超星竜 ジャックナイフ（スタードラグナー ジャックナイフ）→“BPエージェント” 黄金星竜 ジャックナイフ（“バディポリスエージェント” ゴールデンドラグナー ジャックナイフ）
声 - 安元洋貴
タスクのバディ。スタードラゴンワールド所属。通称「ジャック」。本名は「ジャックナイフ・ドラゴン・フィンダード100世」。タスクとは互いを「家族」と認め合う仲であり、ジャック自身「バディは永遠に龍炎寺タスク」と発言している。タスクが「おせっかいの虫が騒ぐ」と評するように世話好きな面もある。
ガルキャット
声 - 水野麻里絵
友牙のデッキにいる「ガル3モンスター」の一員。センターにコールされることが多いこともあり、3匹の中では一番目立つ熱血頑張り屋の猫。とにかくやる気にあふれているが、だいたい空回りして皆に迷惑をかけるトラブルメーカーである。語尾は「〜キャット」。
場にコールされた時の口上は「やるキャット!!」。
器用な一面があり、ランマが手放した撮影機材の扱いを（ガル3仲間にラジコンカメラをぶつけるなどの失敗をしながらも）数時間ほどでマスターし、友牙がランマに呼びかける動画を撮影・編集して配信した。
ガルドッグ
声 - 岡野友佑
友牙のデッキにいる「ガル3モンスター」の一員。3匹の中では一番年上で落ち着いているイケメンな犬。なにかと本筋から外れがちな他2匹を見捨てることなく、まじめに事態をおさめようとする。語尾は「〜ドッグ」。
場にコールされた時の口上は「俺を呼んだな！やるドッグ!!」。
ガルバード
声 - 大畑伸太郎
友牙のデッキにいる「ガル3モンスター」の一員。3匹の中では一番のんびり屋な鳥。目を離すとすぐに寝る。語尾は「〜バード」。
場にコールされた時はほぼ必ず転倒し、口上は「出番なんだなー」。
グローム・ガルドラ
声 - 三浦祥朗
友牙のデッキにいる《神竜族》のモンスター。ドラゴンワールド所属。
ガル3より強力で、ABCカップ後半から主戦力となっている。
場にコールされた時の口上は「我が名はグローム・ガルドラ、お主の力になるとするかな」。
ナレーター
声 - 松本保典
「突然だが解説しよう！」のセリフとともに、視聴者に対して説明を始める。ファイト未経験者への配慮の他、ファイターの心情を表現するために使われる。
テレビシリーズ最終話にて、ミコの父親であることが判明。この時は声のみで姿は現さなかったものの、セリフを聞いた遊牙が「どこかで聞いたことがある」と発している。

### テレビシリーズ未登場の人物
漫画版や小説版に登場。
未門 牙王（みかど がおう）
前作の主人公。友牙と晴の父親でパル子の夫。かつての活躍から、バディファイト界では伝説のファイターとして知られている。現在は未門流合気柔術を広めるべくアメリカにいるが、それ以外の時は世界中のバディファイターとファイトするべく世界を旅している。
・デッキ：太陽の覇王軍
雷帝覇王 バールバッツ・ドラグロイヤーをバディとした、ワールドに関係なく全ての雷帝軍が使える特殊フラッグ「竜牙雷帝」のデッキ。
・デッキ：竜炎雷陽団
・ルミナイズ口上：照らせ太陽！轟け雷鳴！我が王道はここにあり！
雷陽団団長 バールバッツ・ドラグロイヤーをバディとした、《雷帝軍》中心のドラゴンワールドのデッキ。
雷陽団団長 バールバッツ・ドラグロイヤーを初めとしたカードの効果により次々に呼び出したモンスターと自身で、相手に多段攻撃を仕掛ける。
小説版のカナタとのファイトで使用。
雷帝覇王 バールバッツ・ドラグロイヤー（らいていはおう バールバッツ・ドラグロイヤー）→雷陽団団長 バールバッツドラグロイヤー（らいようだんだんちょう バールバッツ・ドラグロイヤー）
牙王の現在のバディ。ドラゴンワールド所属。通称「バッツ」。
かつてウィズダムの策略とはいえドラゴンワールドを破壊し尽くした罪と凶暴さから封印されていた伝説のドラゴンにして《雷帝軍》の頭領。自らを最強と名乗るに恥じないほどの強大な力を誇り、牙王と共にその名を世界に轟かせている。
太陽の竜 バルドラゴン（たいようのりゅう バルドラゴン）
通称「バル」。牙王のかつてのバディで太陽の神「バルソレイユ」。現在は1万年の眠りについているが、その力が宿ったカードは使える様子。
アレクサンドル・アンク
声 - 日向大輔（ボイスドラマ）
ワールド・バディ・アカデミア初等部6年生。日本から遠く離れたアンク王国の第一王子であり、数々の伝説的名勝負を繰り広げ「伝説の神」と呼ばれるバディファイター。通称「アレク」。幼少期に海外旅行中の友牙と出会い、その時の遊びで完敗したため友牙にリベンジをしに日本へやってくる。
・デッキ：レジェンドオブダブルホルス
・ルミナイズ口上：刮目せよ！ 余のファイト、その全てが伝説である！
炎神 マグマ・ホルスと氷神 フリーザ・ホルスをバディとした、レジェンドワールドのデッキ。フリーザ・ホルスは、バディコールした時に手札からマグマ・ホルスをノーコストでバディコールできる能力「ダブルバディコール」を持つ。
・デッキ：レジェンドオブトリプルゴッド
・ルミナイズ口上：天地を引き裂く雷鳴と共に、余の伝説が幕を開ける！
炎神 マグマ・ホルスと氷神 フリーザ・ホルス、雷神 ボルテック・ラーをバディとした、レジェンドワールドのデッキ。ボルテック・ラーは、バディコールした時に手札からフリーザ・ホルスをノーコストでバディコールでき、さらにフリーザ・ホルスの効果でマグマ・ホルスをバディコールできる能力「トリプルバディコール」を持つ。
炎神 マグマ・ホルス（えんしん マグマ・ホルス）
アレクのバディ。レジェンドワールド所属。
氷神 フリーザ・ホルス（ひょうしん フリーザ・ホルス）
アレクのバディ。レジェンドワールド所属。
雷神 ボルテック・ラー（らいしん ボルテック・ラー）
アレクの3体目のバディ。レジェンドワールド所属。
神宮時 計（じんぐうじ けい）
声 - 前田誠二（ボイスドラマ）
ワールド・バディ・アカデミア中等部3年生で、生徒会長兼理事長。圧倒的なカリスマ性を持ち、勉強、スポーツ、遊びなど何をやらせても天才的なことから「万能の神」と呼ばれる。世界有数の大富豪であり、若くして投機ビジネスで成功している。相棒学園を解体して「ワールド・バディ・アカデミア」を創設した人物でもあり、創設した理由はとある計画のためである。バディのタイムルーラー・ドラゴンとその計画を進行している。
真の目的は優秀なバディファイターの育成だが、そのファイターとは自分自身のことであり、時を操るタイムルーラー・ドラゴンの力を使って世界中から集めた優れた子供たちからバディファイターとしての経験の全てを奪おうとしている。
・デッキ：ジ・エンド・ゼロ
・ルミナイズ口上：真実の時が終わりを告げ、ここに永遠が完成する 時よ止まれ
時の神 タイムルーラー・ドラゴンをバディとした、特殊フラッグ「ゴッドクロック」のデッキ。
時の神 タイムルーラー・ドラゴン（ときのかみ タイムルーラー・ドラゴン） / 真なる時の神 ジ・エンドルーラー・ドラゴン（しんなるときのかみ ジ・エンドルーラー・ドラゴン）
計のバディ。普段は仮の姿である「時の神 タイムルーラー・ドラゴン」だが、真の姿は「真なる時の神 ジ・エンドルーラー・ドラゴン」である。計と共にある計画を進行しており、その目的は謎に包まれている。
一番星 ヒカル（いちばんぼし ヒカル）
ワールド・バディ・アカデミア中等部3年生。モデルの仕事をしているバディファイター。7月7日生まれ。目立つことや派手なものが大好きで、格好をつけた軽薄な言動が多いが、自分が輝くための努力は惜しまない真面目な一面もある。実家は母が営む小さな弁当屋。
・デッキ：I am HIKARU☆
・ルミナイズ口上：このオレが誰かって？ そう！ このオレこそが、世界を照らす一番星！
原初の巨竜 ビッグバン・ドラゴンをバディとした、エンシェントワールドのデッキ。
原初の巨竜 ビッグバン・ドラゴン（げんしょのきょりゅう ビッグバン・ドラゴン）
ヒカルのバディ。エンシェントワールド所属。エンシェントワールドに住む原初の存在であり、言葉は話せないがテレパシーで人とコミュニケーションが取れる。
雨傘 メイル（あまがさ メイル）
ワールド・バディ・アカデミア中等部2年生。典型的な天才肌で、小学生の頃は多芸多才だったが結果が分かり切った物事に興味を無くしていき引きこもるようになる。
・デッキ：666の印（デモンズシックス）
・ルミナイズ口上：魔を統べる悪しきドラゴン 契約の元に力を示せ
根絶悪魔竜 ベリアルをバディとした、ダークネスドラゴンワールドのデッキ。
根絶悪魔竜 ベリアル（こんぜつあくまりゅう ベリアル）
メイルのバディ。ダークネスドラゴンワールド所属。
クリーガー・ベルンハルト
ワールド・バディ・アカデミア中等部1年生。ドイツの田舎出身の少年。友達といつもバディファイトをして遊んでいたが、とある事件に巻き込まれた際に大切な友達が傷ついてしまう。
・デッキ：セイヴァー・ヒーローズ
・ルミナイズ口上：世界を救う力と共に、僕は英雄になる！
投影外殻 ジークフリートをバディとした、レジェンドワールドのデッキ。
投影外殻 ジークフリート（とうえいがいかく ジークフリート）
クリーガーのバディ。レジェンドワールド所属。「竜減騎士 ジークフリート（りゅうめつきし ジークフリート）」の力が具現化した姿である。
帝都 クウ（ていと クウ）
牙王のファイター仲間兼ライバルの1人。バディポリス隊員。バディ世界と地球を繋ぐゲート異変調査任務を受け、調査を行う。前作『フューチャーカード バディファイトX』では見習いバディポリスだったが、数多の経験を経て正式なバディポリスとなっている。また、外見は前作から変わっていないが本人は大人のレディを自称している。
・デッキ：大帝都・超友機隊
・ルミナイズ口上：世界を守護するロボット軍団、出撃であります！
超友戦艦 サツキをバディとした、ヒーローワールドのデッキ。カードバーンの支援により結成した超ロボットの精鋭部隊。
超友戦艦 サツキ（ちょうゆうせんかん サツキ）
クウのバディ。ヒーローワールド所属。
極楽 アゲハ（ごくらく アゲハ）
かつてモデル業界で一世を風靡した女性。ヒカルにモデルとしてのノウハウやバディファイトを教えた師匠であり、毎年行われているモデルバディファイター最強決定戦の上位常連でもある。
・デッキ：超アゲアゲヘヴン
・ルミナイズ口上：天上の神の祝福で、アタシの美貌を示してア・ゲ・ル！
永遠の守護竜 エーティルをバディとした、全ワールドの天国属性のカードのみ使用できる特殊フラッグ「楽園天国」のデッキ。
永遠の守護竜 エーティル（えいえんのしゅごりゅう エーティル）
アゲハのバディ。スタードラゴンワールド所属。
如月 斬夜（きさらぎ ざんや）
バディポリスに所属するバディファイター。牙王のファイター仲間兼ライバルの1人で彼の同級生でもある。ダークネスドラゴンワールドから超渋谷に不法に侵入してきたベリアルを追うため、追跡部隊を編成し陣頭指揮を執る。
・デッキ：如月忍法帳・極
・ルミナイズ口上：月満ちて、悪を裁くは、鬼神なり
飛迅月白 月影をバディとした、カタナワールドのデッキ。
飛迅月白 月影（ひじんげっぱく つきかげ）
斬夜のバディ。カタナワールド所属。
臥炎 キョウヤ（がえん キョウヤ）
かつて世界を揺るがす事件を引き起こし、牙王たちと戦ったバディファイター。地球とロストワールドを繋げ、ヴァニティ・骸・デストロイヤーの封印を解いた黒幕を追っている。
・デッキ：贖罪の翼
・ルミナイズ口上：太陽が照らしたこの世界で、私はなろう 未来の創造者に
ワールドに関係なく竜やドラゴン属性のカードを使うことができる特殊フラッグ「ドラゴン・アイン」を使用したデッキ。
荒神 ロウガ（あらがみ ロウガ）
牙王のファイター仲間兼ライバルの1人で彼の先輩。キョウヤの知人でもある。
「ボロボロの服にフードを纏った大男」としての登場。イリーガルモンスターに襲われていたクリーガーとその友人たちをバディのケルベロスとともに助け、「友を助けたいのなら、例え友と道を違えることになろうと、己の信じる道を示す“力”をつけろ」というメッセージをクリーガーたちに送る。
ソフィア・サハロフ
キョウヤの部下。あらゆる場所に現れ、どんな命令も遂行する冷酷無慈悲な女幹部として知られている。
・デッキ：星神の大運命
・ルミナイズ口上：空は眠り、大地は凍てつく
星神 アストライオスをバディとした、レジェンドワールドのデッキ。
星神 アストライオス（せいしん アストライオス）
ソフィアのバディ。レジェンドワールド所属。
ドクター・ガラ
かつてモンスター研究の禁断の領域に踏み込み、バルに危害を加えようとしたことでバディポリスに逮捕された男。自身を「世紀の大天才」と称するに相応しい頭脳の持ち主。
バディポリスの監獄から脱獄しており、寂れた町で外科医院を営むことで身を隠していたが、計に誘われ、自身の研究を否定した挙げ句、計画のために利用したキョウヤに復讐すべく、彼と手を組む。
髭の男
犯罪バディファイター。数多くのイリーガルモンスターと内通し、無断で異界とのゲートに干渉した容疑でバディポリスに追われており、クウとのファイトの末に敗れ逮捕される。
・デッキ：地獄の業火
・ルミナイズ口上：地獄の底から貴様を喰らう！
獄熱業火の地獄竜 ガガルガリオスをバディとした、全ワールドの地獄属性のカードのみ使用できる特殊フラッグ「灼熱地獄」のデッキ。
ワンダーランド・ウォーカー アリス / ワンダラー・アリスドラゴン
金髪の少女の姿をしたモンスター。ダンジョンワールド所属。地球に行ったエマを連れ戻すためにダンジョンワールドからやってきた。変身すると青い翼のグリフォン型ドラゴン「ワンダラー・アリスドラゴン」になる。ダ★ダーンとのファイトにおいてメルのデッキに入る。
急ぎ足の白うさぎ ヘンリー（いそぎあしのしろうさぎ ヘンリー）
アリスのお目付け役であるウサギ耳の少年の姿をしたモンスター。ダンジョンワールド所属。
自由な大電神 イザナミ（じゆうなおおいかみ イザナミ）
ピンク色の少女の姿をしたモンスター。アマテラスとスサノオの母親。カタナワールド所属。
荒ぶる電神 スサノオ（あらぶるでんしん スサノオ）
青年の姿をしたモンスター。アマテラスの弟。カタナワールド所属。
ドラゴ怪盗団（ドラゴかいとうだん）
どこからともなく現れ魔力を盗んでいくという怪盗団。マジックワールド所属。リーダーは「華麗なる怪盗 ウィンズ・ハリー」。
鏡界戦士 J “ジェムクローン・オリジンマント”（ミラーヒーロー ジェイ ジェムクローン・オリジンマント）
ヒーローワールドに現れた新たなヒーロー。彼のマントはあらゆるものを模倣し複製するモンスター「ジェムクローン」が姿を変えたものであり、マントの内部に疑似世界「ミラーワールド」を構成し、そこで複製したヒーローを呼び出すことができる。
黒渦 ガイト（くろうず ガイト）
牙王のファイター仲間兼ライバルの1人にしてライトの父親。牙王の同級生でもある。「運命」が口癖でファイトには勝ち続けること、そのための力は自分たちで手に入れることを信条としている。
現在はタスクに協力、バディポリスが表立って捜査することのできない事件についての情報提供を行っている。また、ライトとはギクシャクしているが親としての責務はしっかり果たそうとしている。
・デッキ：コクソウノ黒竜
・ルミナイズ口上：奏でるのは、キサマを葬る死の鎮魂歌（レクイエム）！
黒葬の執行竜 アビゲールをバディとした、《黒竜》と《黒葬》中心のダークネスドラゴンワールドのデッキ。
「黒葬印（シンフォニー）」と名に付く設置カードによって相手のライフや場を「呪う」。
小説版のタスクとのファイトで使用。
黒葬の執行竜 アビゲール（こくそうのしっこうりゅう アビゲール）
ガイトのバディ。ダークネスドラゴンワールド所属。通称「アビゲール」。
落ち着いた性格で、人造モンスターという重い出自を乗り越え、ガイトと共に最強を目指す。ある時はライトのバディ「黒竜騎士 ゲイル（こくりゅうきし ゲイル）」として彼の世話をしている。
大宇宙 カナタ（おおぞら カナタ）
牙王のファイター仲間兼ライバルの1人。牙王の同級生でもある。相棒学園卒業後にサッカーの腕を見込まれてプロにスカウトされ、サッカー選手として活躍する一方で、バディファイトの腕前も衰えるどころかプロ顔負けレベルまで成長している。
・デッキ：ドラゴンズ・クレセール
・ルミナイズ口上：見せるよ、大宇宙を翔けるチームプレイ！
バディのPSクレセール“MF”アトラ・アランテスを初めとした《プリズムドラゴン》や《PSクレセール（プリズムクレセール）》中心のスタードラゴンワールドのデッキ。
サッカーのプレイのような華麗なチーム攻撃を披露する。
小説版の牙王とのファイトで使用。
PSクレセール“MF”アトラ・アランテス（プリズムクレセール“ミッドフィルダー”アトラ・アランテス）
カナタのバディ。スタードラゴンワールド所属。通称「アトラ」。
カナタの才能を誰よりも認め、彼を案じている。

## 用語

### 作中用語
多くの用語はフューチャーカード バディファイト#作中用語を参照。本節では、本作品から追加された作中用語について詳述するものとする。
友チューブ（ユーチューブ）
動画サイト。
RanGaちゃんねる（ランガちゃんねる）
友牙とランマが友チューブ上に開設・運営し、自作の動画を配信しているチャンネル。スバルやミコをはじめとする多くのバディファイターのみならず、一般の若年層をもファンに持つ人気の高いチャンネルとなっている。漫画版によるとチャンネル登録者数は20万人。
元々は友牙が思いついた“遊び”など「日常のおもしろいこと」を配信していたが、友牙がバディファイターとなってからは、友牙のファイトを中心に配信するようになっている。
テレビシリーズでは、作中で友牙が思いついた“遊び”や友牙のファイト関連の動画を配信する他、次回予告の後に当日放映分の作中で登場したカードの中から「スペシャルなカード」を友牙とランマが紹介・解説する内容のものとなっている。
ランマが撮影機材を手放しチャンネルを放棄した第13話からは、「スペシャルなカード紹介」にはガルガが代わりに出演している。
「らんらん、がうー!」で始まり、「次回（の動画）も、check this one !」で締める。それぞれ、決まった振り付けがある。
〜の神（〜のかみ）
その分野に優れたキャラクターの異名。
| 〜の神   | キャラクター           |
| -------- | ---------------------- |
| 遊び     | 未門友牙               |
| 勉強     | 星詠スバル             |
| スポーツ | 陸王マサト             |
| 伝説     | アレクサンドル・アンク |
| 万能     | 神宮時計               |

違法モンスター（いほうモンスター）
人間との友好を拒み、好き勝手に暴れ回るモンスター。前作まで「イリーガル・モンスター」と呼ばれていたものに相当するが、本作品ではいわゆる「巨大怪獣」となっており、コスモマンは、日々この違法モンスターを退治する任務に当たっている。
第9話にて、前作の貫目赤鬼のバディだった「斧頭竜ドルカス」が違法モンスターとして出現。コスモマンと激闘を繰り広げ、最後はマサトの特訓を受けたマモル=コスモマンに撃破された。
撃破されるとカードに戻り、無害な存在となる。
ロストワールド
本作品より存在が明らかになったワールド（異世界）、およびそのフラッグのカードの名称。TCGにおけるルールは前作を参照。
はるかな昔、神々が数多のワールドを創造している中で生まれた名もなきワールドの1つだったが、そこに住む破壊と殺戮を好む邪悪なモンスターたちが他ワールドへの侵略を始め、その被害が無視できなくなったため、神々（「闘いの神」ガルガを含む）が力を合わせてワールドごと別次元に移され封印された。他のワールドと行き来できないワールドになり、いつしかその存在自体が忘れられて「ロストワールド」と呼ばれるようになった。
住人のモンスターたちは、異次元に封印されたことについて「神々の横暴」と考えており、封印を打ち破り神々へ復讐すべく、力を蓄えていた。
ロストワールドのカードは他のカードと裏面デザインがまったく異なり、禍々しく邪悪さを感じさせるものとなっている。
神バディファイター決定戦（しんバディファイターけっていせん）
「日本一のバディファイターを決める」との名目で、バディポリス直々の肝いりで開催されたバディファイトの公式大会。
店舗予選の一次予選・ポイント制サバイバルファイトの二次予選で8人のファイターを選抜。
そこからは、決勝トーナメント「ジャッジメント ファイナル」となり、準々決勝・準決勝・決勝で日本一のファイターを決定する。
実はバディポリス長官・タスクの作戦であり、真の目的はロストワールドのファイターとなった乱魔とロストワールドのモンスターをおびき出すこと。
ワールド・バディ・アカデミア
神宮時計が相棒学園を解体し新設した、バディファイトに特化した学園。略称は「WBA」。政治、経済、スポーツ、芸術など各分野の一流講師と最先端の設備をそろえており、世界中から集めた優れた子供たちを競わせ、最強のファイターを育成している。
テレビシリーズには登場しておらず、また小説『バディファイト外伝 「牙王＆カナタ」』では、ワールド・バディ・アカデミアから再び相棒学園に戻ったことが語られている。

### 能力用語
多くの用語は前作の項目を参照。本節では、本作品から追加されたファイト中の用語について詳述するものとする。
G・EVO（ジー・エヴォ）
闘いの神、ガルガンチュア・ドラゴンが所持する能力。
ガルガの攻撃終了時に、手札のガルガをノーコストかつスタンド状態で重ねることができる。
ギャラクシーF（ギャラクシーフォーメーション）
占星科学を極めた天翔ける天球竜、クロス・アストルギアが所持する能力。
自分のセンターとレフトに《天球竜》属性のモンスターが居て、《天球竜》属性アイテムを装備していると発動する。
スバルの必殺技裁き告げる三ツ星（トライスターディシジョン）は、このギャラクシーFの発動条件を満たしていないと放てない。
所定位置の破壊や制圧によるレフトの制圧を受けると機能しなくなる。
D・シェア（ドラゴン・シェア）
喜びも悲しみも強さも仲間同士で共に分かち合う、キズナの鎖で結ばれた《絆竜団》属性が所持する能力。
『D・シェア』を持つカードは、その能力を仲間で共有できる。
上位互換ともいえる『スパイラルD・シェア』はソウルにある全ての『D』/『D・シェア』が使えるようになる。

## 前作との変更点

### アニメファイトの変更
1.コアデッキ
前作 → コアデッキケースやコアガジェットをファイターが所持していた。
本作品 → 所持している描写がない。それに伴い、バディスキル使用も確認されていない。
2.【ソウルガード】の演出
前作 → 破壊されて復活するような演出。
本作品 → 破壊されるような描写はなくなり、その場でソウルのカードが弾ける演出。
3.ライフの演出
前作 → 攻撃や回復すると数字が表示される。攻撃を受けると数字が割れて減点。回復すると数字が上昇。
本作品 → バー状に表示されている。攻撃されるとバーが数値分減る。回復するとバーが数値分増える。

### ルール上の変更
※2018年6月2日以降のルールが適応されている。限界突破ルールにおいては現在不明。
1.先攻ドロー
旧ルール → 先攻はドローができない。
新ルール → 先攻のスタートフェイズでもドローができる。
2.バトル中の対抗回数制限
旧ルール → 1つのバトルにつき、1回しか【対抗】を使うことができない。
新ルール → 1つのバトルにつき、何回でも【対抗】を使うことができる。
3.効果で得たターンについて
旧ルール → 効果で得たターン中に、「次のターンは君のターンになる」効果を使った場合、次のターンも自分のターンになる。
新ルール → 効果で得たターンの終了時、次のターンは必ず相手のターンになる。

## テレビアニメ
2018年6月2日から2019年4月27日まで、テレビ愛知・テレビ東京系列ほかにて、毎週土曜8:00 - 8:30（JST）に全47話が放送された。『バディファイト』のテレビアニメシリーズの最終作であり、その後のストーリーは漫画とWeb小説で展開された。
前作と同様に、作中における対戦表はシリーズ開始時にあらかじめ決められており、それに合わせてシリーズ構成や脚本家がストーリーを作る形式が取られている。

### キャスティング
主人公の友牙役には新人声優の真野拓実が抜擢され、友牙のバディモンスターであるガルガンチュア・ドラゴンは稲田徹が演じた。
また、前作で大盛爆を演じた森嶋秀太は、本作品においては陸王マサトを演じた。本作品のオープニングテーマはPoppin' Partyが担当しており、メンバーの西本りみと伊藤彩沙と愛美もそれぞれ、末門晴役とミコ役とアマテラス役で出演している。

### スタッフ
- 製作総指揮 - 木谷高明
- 企画・原案 - ブシロード
- 原作 - ブシロード、田村光久 / 小学館
- 原案協力 - 和田誠、古川純平、杉本和希
- 連載 - 小学館「月刊コロコロコミック」、田村光久
- キャラクター原案 - Quily
- メインモンスター原案 - 安達洋介、里々（Panda Graphics）、葉稲兼
- 原作設定 - 金子良馬
- カードファイト構成 - 校條春
- シリーズ構成 - 川崎ヒロユキ
- キャラクターデザイン・総作画監督 - 堀たえ子
- モンスター・プロップデザイン - 新井達也
- メインアニメーター - 岸本誠司、白井瑶子、芳山優、小沢久美子（第8話 - ）
- 美術監督 - わたなべけいと
- 色彩設定 - 小島真喜子
- CGスーパーバイザー - 瀬尾太
- 撮影監督 - 齊藤慶一
- 編集 - 野川仁
- 音響監督 - えびなやすのり
- 音楽 - 都田和志、山本茂
- 音楽制作 - エースクルーエンタテイメント
- プロデューサー - 久保響敬、加藤裕和（共に第1 - 3話）→石渡賢（第4話 - ）、尾谷孝（テレビ愛知）、古市直彦、嵯峨隼人、伊東信太郎
- アニメーションプロデューサー - 草壁匠
- ラインプロデューサー - 池本直史
- アニメーション制作 - OLM、XEBEC
- 監督 - 加戸誉夫
- 制作 - テレビ愛知、dentsu、OLM

### 主題歌
オープニングテーマ
「最高（さあ行こう）！」（第1話 - 第47話）
作詞 - 中村航 / 作曲・編曲 - 藤田淳平 / 歌 - Poppin'Party（戸山香澄〈愛美〉、花園たえ〈大塚紗英〉、牛込りみ〈西本りみ〉、山吹沙綾〈大橋彩香〉、市ヶ谷有咲〈伊藤彩沙〉）

エンディングテーマ
「バディ☆ファニーDAYS」（第1話 - 第22話）
作詞・作曲・編曲 - 山崎真吾 / 歌 - 未門友牙（真野拓実）&星詠スバル（小林大紀）&陸王マサト（森嶋秀太）
「虹の約束」（第23話 - 第47話）
作詞 - Soflan Daichi / 作曲 - 安保友喜 / 編曲 - 安岡洋一郎 / 歌 - 森嶋秀太

### 各話リスト
放送日はテレビ東京系列のもの。
| 話数   | サブタイトル                                                    | 脚本         | 絵コンテ         | 演出              | 作画監督                                                                | 放送日        |
| ------ | --------------------------------------------------------------- | ------------ | ---------------- | ----------------- | ----------------------------------------------------------------------- | ------------- |
| 第1話  | 闘いの神！ガルガンチュア・ドラゴン!!                            | 川崎ヒロユキ | 加戸誉夫         | 小谷野竜成        | 水野辰也、新井達也                                                      | 2018年 6月2日 |
| 第2話  | 友情対決！友牙VSランマ!!                                        | 川崎ヒロユキ | 羽原久美子       | 神谷望夢          | 佐々木萌                                                                | 6月9日        |
| 第3話  | 激突！遊びの神VS勉強の神!!                                      | 川崎ヒロユキ | 大槻敦史         | 土屋康郎          | はしもとかつみ、渡邊一平太                                              | 6月16日       |
| 第4話  | 転校生はスポーツの神！                                          | 川崎ヒロユキ | 阿部雅司         | 阿部雅司          | 白井瑶子、芳山優                                                        | 6月23日       |
| 第5話  | ついにスタート！ABCカップ!!                                     | 川崎ヒロユキ | 川崎豊           | 神原敏昭          | 粟井重紀、津熊健徳 仁井宏隆、岸本誠司                                   | 6月30日       |
| 第6話  | ランマ猛攻！勝つのはオレだぜィ!!                                | 藤田伸三     | 加戸誉夫         | 神谷望夢          | 小見川美穂                                                              | 7月7日        |
| 第7話  | おとぎの国のメル！解き放て、スバル様の呪い！                    | 青木由香     | 工藤寛顕         | 山崎茂            | 片岡恵美子、山田太郎 新井達也                                           | 7月14日       |
| 第8話  | 降臨！光の電神アマテラス!!                                      | 川崎ヒロユキ | 大槻敦史         | 菱川直樹          | 門智昭、永田正美 柏木信弘、向山祐治 新井達也、小沢久美子                | 7月21日       |
| 第9話  | 守れ平和を！銀河超人コスモマン!!                                | 川崎ヒロユキ | 高橋順           | 深瀬重            | 萩原省智、辻浩樹 櫻井拓郎、金海淑 岸本誠司、小沢久美子                  | 7月28日       |
| 第10話 | 果たせリベンジ！友牙VSスバル!!                                  | 川崎ヒロユキ | もりたけし       | 小谷野竜成        | 白井瑶子、芳山優                                                        | 8月4日        |
| 第11話 | ABCカップ決勝！友牙VSマサト!!                                   | 藤田伸三     | 川崎豊           | 神谷望夢          | 小見川美穂                                                              | 8月11日       |
| 第12話 | 学園最強は誰だ!?勝利を決めるカード！                            | 青木由香     | 大槻敦史         | 加藤顕            | 萩原省智、辻浩樹 清水拓磨、櫻井拓郎 金海淑、金振英 岸本誠司、小沢久美子 | 8月18日       |
| 第13話 | ロストワールド！凶乱魔竜ヴァニティ・骸・デストロイヤー!! -前編- | 川崎ヒロユキ | まつもとよしひさ | 山崎茂            | 新井達也、大河原晴男 片岡恵美子、山田太郎 岸本誠司、小沢久美子          | 8月25日       |
| 第14話 | ロストワールド！凶乱魔竜ヴァニティ・骸・デストロイヤー!! -後編- | 川崎ヒロユキ | 阿部雅司         | 阿部雅司          | 新井達也                                                                | 9月1日        |
| 第15話 | 強くなれ友牙！新たなるスタート!!                                | 青木由香     | 勝亦祥視         | 神谷望夢          | 小見川美穂                                                              | 9月8日        |
| 第16話 | ショップ予選開始！侍VS忍者!!                                    | 藤田伸三     | 神谷純           | 横山広行          | はしもとかつみ、岸本誠司 小沢久美子                                     | 9月15日       |
| 第17話 | チェックメイト！勉強の神VSチェスの天才!!                        | 川崎ヒロユキ | 大槻敦史         | 鈴木裕輔          | 辻浩樹、徳田拓也 清水拓磨、櫻井拓郎 瀧澤茉夕                            | 9月22日       |
| 第18話 | 新たな仲間？悪くないダ★ダーン!?                                 | 川崎ヒロユキ | 高橋順           | 高橋順            | 白井瑶子、芳山優 橋本純一                                               | 9月29日       |
| 第19話 | 乱魔チャンネル開設!?ロストワールド再び！                        | 川崎ヒロユキ | 勝亦祥視         | 神谷望夢          | 小見川美穂                                                              | 10月6日       |
| 第20話 | 狙いはミコ！奪われたネコ!?                                      | 青木由香     | もりたけし       | 山崎茂            | 大河原晴男、片岡恵美子 山田太郎、梁世挺                                 | 10月13日      |
| 第21話 | 友牙とバンジョウ！炎のファイト!!                                | 藤田伸三     | 神谷純           | 小谷野竜成        | 岸本誠司、新井達也                                                      | 10月20日      |
| 第22話 | マサトかカネサダか！ショップ予選ファイナル!!                    | 川崎ヒロユキ | 大平直樹         | 深瀬重            | 辻浩樹、清水拓磨 櫻井拓郎、岸本誠司 小沢久美子、舘崎大                  | 10月27日      |
| 第23話 | 二次予選スタート！乱魔からの挑戦状!!                            | 川崎ヒロユキ | 勝亦祥視         | 神谷望夢          | 小見川美穂、佐々木萌                                                    | 11月3日       |
| 第24話 | 魔法使いガルガ！マジックワールドのファイト!!                    | 藤田伸三     | 阿部雅司         | 阿部雅司          | 白井瑶子、芳山優 斉藤千比呂                                             | 11月10日      |
| 第25話 | ロスト第三のファイター！最強竜現る!!                            | 青木由香     | もりたけし       | 山崎茂            | 大河原晴男、片岡恵美子 山田太郎、梁世挺                                 | 11月17日      |
| 第26話 | 新たなるロストの仲間                                            | 川崎ヒロユキ | 高橋順           | 高橋順            | 岸本誠司、橋本純一 しまだひであき、高橋渚 スタジオマスケット            | 11月24日      |
| 第27話 | 絆竜団誕生秘話！強くなれアギト!!                                | 青木由香     | 勝亦祥視         | 神谷望夢          | 小見川美穂、佐々木萌                                                    | 12月1日       |
| 第28話 | 一撃必勝！モード・ガトリング!!                                  | 川崎ヒロユキ | まつもとよしひさ | 横山広行          | はしもとかつみ、岸本誠司                                                | 12月8日       |
| 第29話 | ボクだってやるぞ！バディファイト!!                              | 川崎ヒロユキ | 加戸誉夫         | 松島弘明          | 新井達也、小沢久美子 岩岡優子                                           | 12月15日      |
| 第30話 | 勝つのはどっちだ!?スバルVSマサト!!                              | 藤田伸三     | もりたけし       | 山崎茂            | 大河原晴男、山田太郎 梁世挺、岸本誠司                                   | 12月22日      |
| 第31話 | 秩序の守護者 花園エデン                                         | 川崎ヒロユキ | 勝亦祥視         | 神谷望夢          | 小見川美穂、佐々木萌                                                    | 2019年 1月5日 |
| 第32話 | 大進化！凶乱魔神竜ヴァニティ・刻・デストロイヤー!!              | 藤田伸三     | 神谷純           | 小谷野竜成        | 白井瑶子、芳山優                                                        | 1月12日       |
| 第33話 | 黒渦ライト！運命の闘い!!                                        | 青木由香     | 大槻敦史         | 東亮佑            | 辻浩樹、清水拓磨 櫻井拓郎、金海淑 小沢久美子                            | 1月19日       |
| 第34話 | ダ★ダーン反乱！禁断のクーデター!!                               | 川崎ヒロユキ | もりたけし       | 山崎茂            | 大河原晴男、梁世挺 山田太郎、新井達也                                   | 1月26日       |
| 第35話 | ガルガ大進化！発動!!神G・EVO!!!                                 | 川崎ヒロユキ | 勝亦祥視         | 神谷望夢          | 小見川美穂、佐々木萌                                                    | 2月2日        |
| 第36話 | アンハッピー！乱魔VS怨巳矢レイ!!                                | 藤田伸三     | 阿部雅司         | 阿部雅司          | 岸本誠司、新井達也                                                      | 2月9日        |
| 第37話 | 最終決戦！マサトVS大志郎!!                                      | 青木由香     | 神谷純           | 横山広行          | はしもとかつみ、岸本誠司 新井達也                                       | 2月16日       |
| 第38話 | もどれ友よ！願いを込めたキャスト!!                              | 川崎ヒロユキ | 大槻敦史         | 山崎茂            | 新井達也、堀たえ子 大河原晴男、梁世挺 山田太郎                          | 2月23日       |
| 第39話 | 神ファイターだヨ！全員集合!!                                    | 青木由香     | 勝亦祥視         | 神谷望夢          | 小見川美穂、佐々木萌                                                    | 3月2日        |
| 第40話 | 凶乱魔骸神竜ヴァニティ・終・デストロイヤー！                    | 藤田伸三     | 高橋順           | 高橋順            | 白井瑶子、芳山優                                                        | 3月9日        |
| 第41話 | 誰が使う？対ロスト兵器！                                        | 川崎ヒロユキ | 大槻敦史         | 粟井重紀          | 杉田葉子、松崎嘉克                                                      | 3月16日       |
| 第42話 | 決勝戦！友牙VS乱魔!!                                            | 川崎ヒロユキ | もりたけし       | 神谷望夢          | 小見川美穂、佐々木萌                                                    | 3月23日       |
| 第43話 | 放て！神創乱牙ガルガンチュア・パニッシャー!!                    | 川崎ヒロユキ | 加戸誉夫         | 加戸誉夫 松島弘明 | 新井達也、岸本誠司 堀たえ子                                             | 3月30日       |
| 第44話 | 神必見！バディカード大百科・その一！                            | 川崎ヒロユキ | 加戸誉夫         | 加戸誉夫          | はっとりますみ                                                          | 4月6日        |
| 第45話 | 神必見！バディカード大百科・その二！                            | 川崎ヒロユキ | 加戸誉夫         | 加戸誉夫          | はっとりますみ                                                          | 4月13日       |
| 第46話 | 神必見！バディカード大百科・その三！                            | 川崎ヒロユキ | 加戸誉夫         | 加戸誉夫          | はっとりますみ                                                          | 4月20日       |
| 第47話 | 神必見！バディカード大百科・その四！ さらば友よ また会う日まで  | 川崎ヒロユキ | 加戸誉夫         | 加戸誉夫          | はっとりますみ                                                          | 4月27日       |

### 放送局
| 放送期間                                             | 放送時間                              | 放送局           | 対象地域       | 備考                                    |
| ---------------------------------------------------- | ------------------------------------- | ---------------- | -------------- | --------------------------------------- |
| 2018年6月2日 - 2019年4月27日                         | 土曜 8:00 - 8:30                      | テレビ愛知       | 愛知県         | 制作局                                  |
|                                                      |                                       | テレビ北海道     | 北海道         |                                         |
|                                                      |                                       | テレビ東京       | 関東広域圏     |                                         |
|                                                      |                                       | テレビ大阪       | 大阪府         |                                         |
|                                                      |                                       | テレビせとうち   | 岡山県・香川県 |                                         |
|                                                      |                                       | TVQ九州放送      | 福岡県         |                                         |
|                                                      | 土曜 11:00 - 11:30                    | BSテレ東         | 日本全域       | BS/BS4K放送 / 2018年9月まではBSジャパン |
| 2018年6月3日 - 2019年5月5日                          | 日曜 8:30 - 9:00                      | 長野放送         | 長野県         |                                         |
| 2018年6月5日 - 2019年3月26日 2019年4月2日 - 5月2日   | 火曜 17:15 - 17:45 火曜 17:25 - 17:55 | びわ湖放送       | 滋賀県         | 最終話のみ木曜 18:05 - 18:35に放送      |
| 2018年6月7日 - 2019年4月4日                          | 木曜 17:30 - 18:00                    | 岐阜放送         | 岐阜県         | 第43話で途中打ち切り                    |
| 2018年6月12日 - 2019年4月23日                        | 火曜 16:20 - 16:50                    | 新潟総合テレビ   | 新潟県         | 第43話で途中打ち切り                    |
| 2018年6月12日 - 2019年5月14日                        | 火曜 17:30 - 18:00                    | テレビ和歌山     | 和歌山県       |                                         |
| 2018年6月13日 - 2019年5月8日                         | 水曜 16:20 - 16:50                    | 山陰中央テレビ   | 鳥取県・島根県 |                                         |
| 2018年6月30日 - 2019年4月20日                        | 土曜 6:30 - 7:00                      | 琉球朝日放送     | 沖縄県         | 第43話で途中打ち切り                    |
| 2018年7月1日 - 2019年4月14日 2019年4月21日 - 5月5日  | 日曜 8:30 - 9:00 日曜 5:30 - 6:00     | テレビ静岡       | 静岡県         | 第43話で途中打ち切り                    |
| 2018年7月23日 - 2019年5月20日                        | 月曜 16:22 - 16:50                    | 北陸放送         | 石川県         | 第43話で途中打ち切り                    |
| 2018年8月11日 - 2019年6月22日                        | 土曜 10:15 - 10:45                    | 広島ホームテレビ | 広島県         | 第43話で途中打ち切り                    |
| 2018年8月19日 - 2019年3月31日 2019年4月7日 - 7月14日 | 日曜 6:30 - 7:00 日曜 8:30 - 9:00     | 仙台放送         | 宮城県         | [ 注 2 ]                                |
| テレビ東京系列では字幕放送を実施。                   |                                       |                  |                |                                         |

インターネットではYouTube内コロコロチャンネルにて、2018年6月2日より配信。毎週土曜13時更新。この他、あにてれ、dアニメストア、ひかりTV、J:COMオンデマンド、U-NEXT、Rakuten TVでも配信。
| テレビ愛知制作・テレビ東京系列 土曜 8:00 - 8:30                                    | テレビ愛知制作・テレビ東京系列 土曜 8:00 - 8:30                      | テレビ愛知制作・テレビ東京系列 土曜 8:00 - 8:30                            |
| 前番組                                                                             | 番組名                                                               | 次番組                                                                     |
| ---------------------------------------------------------------------------------- | -------------------------------------------------------------------- | -------------------------------------------------------------------------- |
| フューチャーカード バディファイトX オールスターファイト （2018年4月7日 - 5月26日） | フューチャーカード 神バディファイト （2018年6月2日 - 2019年4月27日） | カードファイト!! ヴァンガード （続・高校生編） （2019年5月11日 - 8月10日） |

## 漫画

### 本編
- 田村光久による漫画が『月刊コロコロコミック』2018年6月号から2019年3月号まで連載された。以降は『別冊コロコロコミック』に移籍し、2019年6月号から2020年4月号まで連載された。単行本は全4巻。
  1. 2018年10月25日発売、ISBN 978-4-09-142823-3
  2. 2019年3月28日発売、ISBN 978-4-09-142894-3
  3. 2019年11月28日発売、ISBN 978-4-09-143087-8
  4. 2020年3月27日発売、ISBN 978-4-09-143167-7

### 外伝および番外編
フューチャーカード 神バディファイト ホーリー異伝
- 『コロコロアニキ』連載の吉田正紀による漫画。主人公は「リリー・K・ロックウェル」。普段はおっちょこちょいな女子高生だが、「聖装」すると悪事を許さない正義のファイターに変身する。吉田の前作『フューチャーカード バディファイト ダークゲーム異伝』と世界設定を共有している。また、吉田は『フューチャーカード バディファイト』公式サイトでもチュートリアル漫画を掲載している[17]。単行本は全1巻。
  1. 2019年5月10日発売、ISBN 978-4-09-143026-7

## Web小説
2019年5月10日から『フューチャーカード バディファイト』公式ページで小説『バディファイト外伝』が公開されている。文：校條春。

## 関連商品

### CD
- 「二重の虹/最高！」 - 2018年7月11日発売

### ゲーム
バディスマ!! 〜スマホでスタート！バディファイト！〜
スマートフォン向け無料アプリ。2018年6月1日配信され、2021年5月31日に配信終了。
『バディファイト』が実際に体験できるアプリで、スタートデッキ「神ドラ」「ギャラクシー▽」「スパイラル絆竜団」が登場する。

## バーチャルYouTuber
2018年6月6日に、YouTubeにおける『フューチャーカード バディファイト』の公式チャンネル「バディファイトチャンネル」で未門友牙がバーチャルYouTuberとして登場した。動画配信の他、『バディファイト』のイベントにも登場する。